# Beurre de fruits
Un beurre de fruits est une pâte à tartiner sucrée à base de fruits cuits, puis légèrement sucrés, qui fait partie de la même catégorie que la confiture ou la compote. Les fruits couramment utilisés comptent entre autres les pommes, les poires, les prunes, et les figues. Les pâtes de fruit, telles que la pâte de coing (très populaire dans les pays d'Amérique latine), sont similaires mais beaucoup plus sucrées et parfois gélifiées. Elles sont vendues dans des boîtes peu profondes ou sous forme de briques emballées, tandis que les beurres de fruits sont généralement présentés dans des bocaux à col large.
Pour faire du beurre de fruit, le fruit est cuit à feu doux, puis réduit en purée. Du miel, du sucre ou des épices peuvent ensuite être ajoutés.

## Variétés
- Beurre de citrouille
- Beurre ou pâte de figue
- Beurre ou pâte de mangue (cajeta de mango)
- Beurre de poires
- Beurre de pommes
- Pâte de banane (mariola)
- Pâte de goyave (cajeta de guayaba, mariola ou bocadillo)
- Sirop de Liège
- Beurre de prune
  - Powidl
  - Magiun de prune Topoloveni, le premier produit traditionnel roumain à avoir reçu la certification AOP, Appellation d’origine protégée[1]. Le magiun de Topoloveni compte parmi les desserts servis dans les bases de l’OTAN[2].